# Mary Jane Sears
Mary Jane Sears   (Portsmouth, 10 de maig de 1939) és una ex-nedadora estatunidenca que va competir durant la dècada de 1950.
El 1956 va prendre part en els Jocs Olímpics de Melbourne, on va disputar dues proves del programa de natació. Va guanyar la medalla de bronze en la competició dels 100 metres papallona, tot finalitzant rere les seves compatriotes Shelley Mann i Nancy Ramey, mentre en els 200 metres braça finalitzà en setena posició. El 1955 disputà els Jocs Panamericans, on guanyà una medalla d'or en els 4x100 metres estils, formant equip amb Coralie O'Connor, Betty Mullen i Wanda L. Werner, i una plata en els 200 metres braça. En el seu palmarès també destaquen 4 títols de l'AAU a cobert i 4 a l'aire lliure en proves de braça.